# Pohlia magnifica
Pohlia magnifica är en bladmossart som beskrevs av Si He 1998. Pohlia magnifica ingår i släktet nickmossor, och familjen Bryaceae. Inga underarter finns listade i Catalogue of Life.